# Amtsblatt (AOU)
Das vom Darmstädter „Amt für öffentliche Unordnung“ herausgegebene Amtsblatt war eines der am längsten erscheinenden deutschsprachigen Postspiel-Zines. Die erste Ausgabe des Amtsblatt wurde im Juni 1980 veröffentlicht. Herausgeber von Anbeginn an und damit wohl einer der Urväter des Postspiels in Deutschland war der Informatiker Michael Blumöhr, heute Vorsitzender von „Darmstadt spielt“.
Das Amtsblatt war ein nichtkommerzielles Postspiel-Magazin. Die Teilnahme an den angebotenen Spielen war in der Regel kostenlos (erhobene Gebühren dienten nur der Kostendeckung). Für die Spielteilnahme wurde ein Abonnement empfohlen.
Das Amtsblatt erschien anfangs wöchentlich (während der Semesterferien alle 14 Tage), später nur noch alle vier Wochen.

## Geschichte
Im Dezember 1979 gab es eine Gruppe Darmstädter Informatik- bzw. Mathematik-Studenten, die sich die Zeit bei einem gemütlichen Glas Bier vertrieben und dabei auch heftig blödelten. In dieser Runde entstand das „Amt für öffentliche Unordnung“, kurz AOU.
Etwas später, am 3. Juni 1980, erschien das erste „Amtsblatt“. Es diente dazu, die Resultate einer auf der Geburtstagsfeier des späteren Herausgebers face-to-face begonnenen, aber nicht abgeschlossenen Partie Diplomacy zu protokollieren, damit diese später fortgesetzt werden könnte. Doch auch nach dem nächsten Spieleabend war noch kein Ende der Partie in Sicht. Daraufhin wurde beschlossen, das Spiel mit wöchentlicher Zugabgabe weiterzuspielen und die Ergebnisse auch weiterhin im Amtsblatt (kurz AB), welches als Handzettel kopiert und in der Uni-Mensa der Technischen Hochschule Darmstadt verteilt wurde, zu veröffentlichen. Schon bald darauf wurden weitere Mitspieler für weitere Spiele im Amtsblatt gewonnen.
Ursprünglich als reines Darmstädter Zine gestartet entwickelte sich das Amtsblatt bald darauf zu einem Postspielmagazin mit „Abonauten“ (weil keiner weiß, wie man „Abonnenten“ richtig schreibt) in mehreren Ländern Europas. Obwohl inzwischen die Auswertungen aller laufenden Partien auch auf der AOU-Website erscheinen und Züge für die Spiele inzwischen eher selten per „Bummelpost“ beim Spielleiter eingehen, erschien das Amtsblatt bis zu seiner Einstellung als gedruckte Version, seit Heft 'UP' (Oktober 2007) zusätzlich auch als PDF-Dokument.
Am 1. Mai 2014 erschien das letzte Heft 'XT' (= Heft 594) mit einem Rückblick auf die vorherigen 34 Jahre und der Verkündung der offiziellen Einstellung dieses Magazins. Die drei zu diesem Zeitpunkt noch laufenden 'ewigen' Partien werden auf der Homepage ihres Spielleiters Michael Schröpl fortgeführt (mit E-Mail-Versand der Auswertungen als PDF-Dokument an alle Teilnehmer).

## Nummerierung
Im Gegensatz zu vielen anderen Publikationen besitzt das Amtsblatt keine fortlaufende Nummerierung. Die Ausgaben werden mit einer Buchstabenkombination gekennzeichnet, wobei der Buchstabe 'J' jeweils übersprungen wird. Somit besteht das genutzte Alphabet für jede Serie aus 25 Buchstaben.
Die nullte Serie trug lediglich einen Buchstaben und umfasste die Ausgaben 'A' bis 'Z' (25 Hefte).
Seit der ersten Serie werden zwei Buchstaben verwendet, wobei der erste die aktuelle Serie und der zweite die aktuelle Ausgabe bezeichnet.
Da jede Serie 25 Ausgaben umfasst, lässt sich aus der Buchstabenkombination leicht die aktuelle Heftnummer ermitteln.
Im August 2006 erschien mit der Ausgabe TZ somit das 500. Amtsblatt.

## Maskottchen

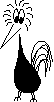
Egon

Seit Anfang an ziert der Vogel Egon das Amtsblatt als Maskottchen.
Rund um ihn hat sich das imaginäre Land Egonesien ausgebildet, in welchem mit der Währung Kujambel gezahlt werden kann. Diese Währung wird bei allen Spielen im Amtsblatt verwendet.
Im Januar 1981 erschien „Das Kleine Egon-Spiel“ (als Eigenentwicklung des Amts für öffentliche Unordnung), ein pressereiches Wirtschafts- und Turmbauspiel rund um Egon und sein Universum.
Die Mitglieder des AOU sagen dazu: „Man darf also ruhigen Gewissens behaupten, wir hätten einen Vogel. Wir sind sogar stolz darauf.“

## AOU-Con

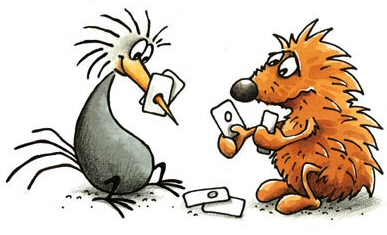
AOU-Con Logo

Aus den Amtsblatt-Aktivitäten ist auch der AOU-Con hervorgegangen – ein Spielertreffen, zu dem sich einmal jährlich bis zu 120 Spielbegeisterte zu einem langen Wochenende zusammenfinden, um gemeinsam zu spielen. In der Regel findet der AOU-Con am 3. Wochenende im Januar statt und wird vom Herausgeber des Amtsblatts organisiert.
Gespielt werden auf dem Con alle Arten von Brett- und Kartenspielen, sowie auch Tabletop, Melody-Klick (ein Musikratespiel) und vieles mehr. Zudem findet seit einigen Jahren am Samstagabend eine Spiele-Auktion statt, bei der neue Spiele, aber auch Raritäten ersteigert werden können.

## Besondere Spiele im Amtsblatt

### „Das Kleine Egon Spiel“
Die Regeln zum kleinen Egon-Spiel erschienen erstmals als Beilage zum Amtsblatt 'R' am 12. Januar 1981. Damals war es noch wirklich ein 'kleines' Spiel, hat es sich doch inzwischen ganz schön gemausert.
Am Anfang stand die Idee, ein Postspiel mit Zufallseinwirkungen zu entwickeln. Bedingung war aber, dass alle Zufallsereignisse von den Spielern kontrolliert werden können – so kamen die Lottozahlen ins Spiel.
Wesentlicher Bestandteil des Spieles ist auch die Presse – mindestens vier Artikel muss jeder Mitspieler innerhalb einer Partie verfassen, was in aller Regel auch für Nichtmitspieler die Partie lesenswert macht.

### Gilgamesch
Gilgamesch ist eine Fantasy-Variante von Diplomacy und mit 170 Seiten Regelwerk die wohl komplexeste überhaupt. Literarisch angesiedelt zwischen Tolkien und Donaldson, Farmer und der klassischen Märchenwelt bietet das Spiel Raum für jegliche (auch skurrile) Ideen und in den Jahren seit der 'Erfindung' wurden bisher noch nicht zwei Partien nach genau demselben Szenario durchgeführt.

### Heiner-Dibby
Auf einem besonderen Darmstädter Spielplan versuchen 7 „Nationen“ die Kontrolle über Darmstadt zu erlangen. Die Grundregeln des Spieles entsprechen dem Standard-Diplomacy, ansonsten wurden aber viele Sonder- und Besonderheiten aus Darmstadt und dem „Amt für öffentliche Unordnung“ in das Spiel eingearbeitet. So beginnt das Spiel mit der Gründung des AOU im Herbst 1979 (Startaufbauten). Da sich jeder Rhythmus in Darmstadt nach den Semestern der TH richtet, heißen die Spielphasen hier Wintersemester, Sommersemester und Immatrikulation. Neben den „normalen“ Bewegungen gibt es die zusätzlichen Bewegungsarten Straßenbahnfahren und Radfahren.
Bei den 7 „Nationen“ handelt es sich um:
- Das AOU (Amt für öffentliche Unordnung oder Die Spieler)
- Die Beamten und Bürokraten (Verwaltungsstadt Darmstadt)
- Der Datterich (Darmstädter Original und Trinkexperte)
- Die Pendler (Werktätige Bevölkerung, außerhalb wohnend)
- Die Studenten (eine wirklich typische Darmstädter Plage)
- Die US-amerikanischen Verbündeten (Schlichtdeutsch: Amis)
- Die Vereinsmeier (Schrebergärtner, Kleintierzüchter usw.)

die jeweils eine für sie typische besondere Fähigkeit besitzen.

### Kapitalisten-Diplomacy
Kapitalisten-Diplomacy (erfunden vom Briten Dave Tant, 1982 ins Deutsche übersetzt von Bernhard Kopp), häufig auch kurz als 'KapDip' bezeichnet ist eine Mischung aus Diplomacy und Diplomacy-Börse. Bei dem Spiel können mehr Spieler als Nationen teilnehmen. Eine Nation wird von dem Spieler befehligt, der die meisten Währungseinheiten dieses Landes besitzt. Das Spiel endet bei einem militärischen Alleinsieg oder spätestens nach 21 Zügen. In letzterem Fall gewinnt der Spieler, der an der Börse die meisten Siegpunkte erzielen konnte.